# 베를린 시하우베크역
베를린 시하우베크역(Bahnhof Berlin Schichauweg)은 베를린 템펠호프쇠네베르크구 마리엔펠데/리히텐라데에 있는 철도역이다.

## 역사
드레스덴선 건설 당시 이 역 부지 남서쪽에 역 직원 숙소가 있었다. 1938년에 선로가 제방 위로 올라갔고, 드레스덴선과 화물 외곽순환선이 현재 역사 위치의 북쪽에서 교차했다. 남쪽-동쪽 연결선이 최초로 건설되었다가 1944년에 추가로 남쪽-서쪽 연결선이 건설되었다. 1951년에 베를린 외곽순환선이 건설되면서 화물 외곽순환선의 서베를린 구간은 대부분 폐선되었고, 향후 시하우베크역이 건설될 부지의 화물 외곽순환선은 철거되었다. 1980년대 중반에 S반 노선이 복선화되었고, 역 건설도 시작되었다.
이 역은 BVG에서 서베를린 S반 영업권을 양도받은 후에 BVG 산하에서 건설된 유일한 역이다. 건설 목적은 리히텐라데 북부 지역의 철도 교통 접근성 개선이었다. 개통 당시에는 시하우베크/바르네슈트라세(Schichauweg/Barnetstraße) 방면 출입구만 있었다가, 1991년 11월 25일에 미테파드/케팅거 슈트라세(Miethepfad/Kettinger Straße) 방면 추가 북쪽 출입구가 개설되었다.

## 인접 정차역
| 베를린 S반                            | 베를린 S반 | 베를린 S반                 |
| ------------------------------------- | ---------- | -------------------------- |
| 부코어 쇼세 베르나우 바이 베를린 방면 | S2         | 리히텐라데 블랑켄펠데 방면 |